# Mora del deudor (Derecho de España)

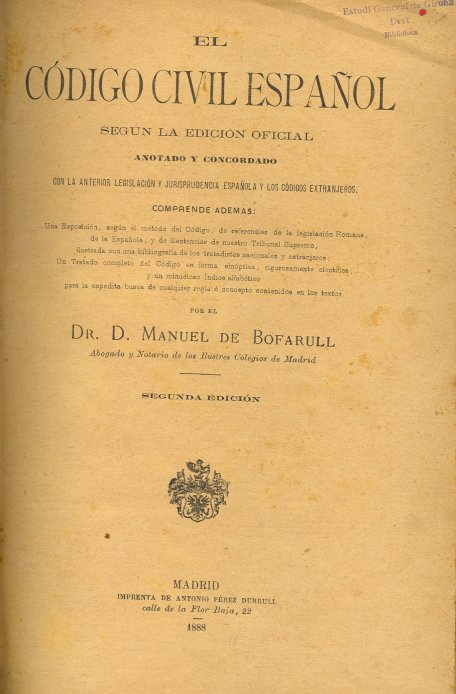
La regulación jurídica de la mora del deudor en el ordenamiento jurídico español se encuentra, fundamentalmente, en el artículo 1100 del Código Civil de España (en la fotografía, primera página de una edición de 1888).

Conforme a lo preceptuado en el párrafo primero del artículo 1100 del Código Civil de España, incurren en mora los obligados a dar o hacer alguna cosa desde que el acreedor les exige judicial o extrajudicialmente el cumplimiento de su obligación, aunque en todo caso la deuda tiene que haber vencido y ser exigible. Con base en ello, la mora debitoris representa uno de los supuestos de incumplimiento de la obligación con imputabilidad al deudor, por lo que recaerá sobre esta persona la responsabilidad contractual derivada de no haber causa que lo exonere.
En el vocabulario cotidiano, la palabra mora es sinónima de retraso o retardo, aunque lo cierto es que los significados de ambos conceptos difieren cuando se emplean con una finalidad jurídica, siendo este hecho fuente constante de errores. Así, cuando se alcanza el límite de tiempo establecido para el cumplimiento de una determinada obligación jurídica y el deudor no cumple, es evidente que éste está infringiendo su deber jurídico al incurrir en un retardo, pero no precisamente tiene porque surgir la mora. Para que pueda decirse que un deudor incurre en mora, ese retraso en el cumplimiento de la obligación ha de estar cualificado por ciertos requisitos que tradicionalmente se conocen como los presupuestos de la mora.

## Influencia del derecho romano
Como en otros muchos puntos relativos a las obligaciones jurídicas, el derecho romano ha dejado su impronta en la actual regulación de la mora en el ordenamiento jurídico español.
En el derecho romano, la deuda crediticia se debía desde el primer momento cuando no se hubiese estipulado un plazo determinado para su cumplimiento, aunque el deudor tenía a su disposición una serie de excepciones que lo amparaban ante posibles abusos y que podía oponer al acreedor en caso de que este reclamase antes del día convenido (exceptio pacti) o

## Efectos
Como es lógico, indistintamente de la clase de obligación de la que se trate, la mora no elimina la obligación de cumplir. Como declaró el Tribunal Supremo de España en su sentencia de 30 de junio de 1971 «el retraso culpable no quita la posibilidad de cumplimiento tardío de la obligación, porque si por consecuencia del retraso desapareciera la posibilidad de cumplir, más que mora habría incumplimiento total».

### Perpetuatio obligationis

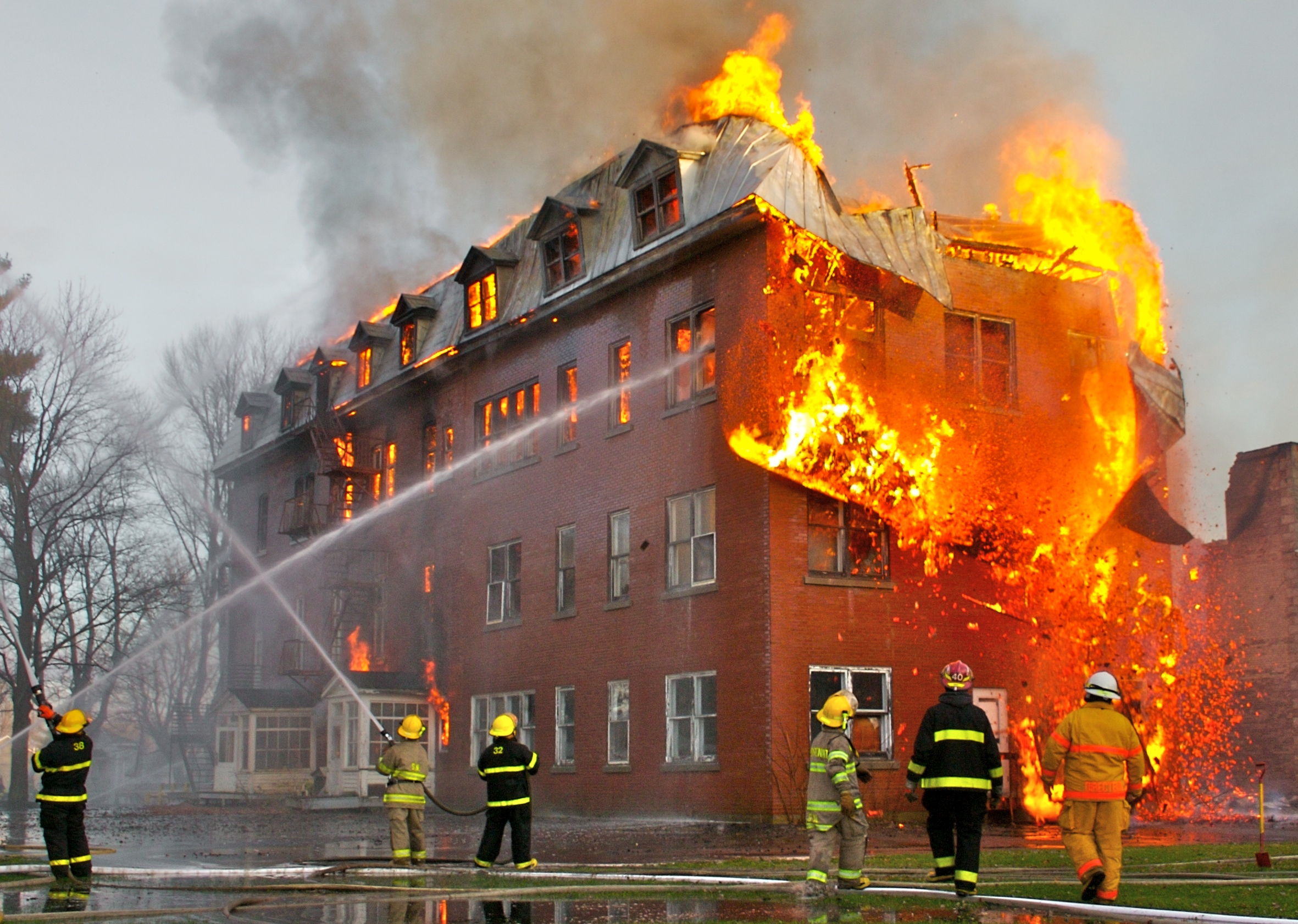
Siguiendo la doctrina del jurista Badosa Coll, el caso fortuito se sobreviene cuando el suceso que impide el cumplimiento de la obligación no es evitable ni previsible empleando la diligencia normal, pero que de haberse previsto se hubiera podido evitar, como puede ser un incendio.

Otro efecto derivado de la mora, heredado directamente del derecho romano, es la denominada perpetuatio obligationis. Con base en ella, el deudor incurso en mora debe responder por el caso fortuito que produzca la pérdida de la cosa, lo que también es extensible a las obligaciones de hacer con la debidas adaptaciones.

Si el obligado se constituye en mora, o se halla comprometido a entregar una misma cosa a dos o más personas diversas, serán de su cuenta los casos fortuitos hasta que se realice la entrega.
Artículo 1.096 (párrafo tercero) del Código Civil

Quedará extinguida la obligación que consista en entregar una cosa determinada cuando ésta se perdiere o destruyere sin culpa de deudor y antes de haberse éste constituido en mora.
Artículo 1.182 del Código Civil